# Florbella
Florbella là chi thực vật có hoa trong họ Mua.